# Highgate (Metropolitano de Londres)
Highgate é uma estação do Metropolitano de Londres e antiga estação ferroviária em Archway Road, no Borough londrino de Haringey no norte de Londres. Ela serve a Northern line. A estação leva o nome da vizinha Highgate Village. Fica na ramal de High Barnet da Northern line, entre as estações East Finchley e Archway, e está na Zona 3 do Travelcard.
A estação foi inaugurada originalmente em 1867, na linha da Great Northern Railway entre as estações Finsbury Park e Edgware.